# Broomia perplexa
Broomia perplexa è un rettile estinto, appartenente ai millerosauri. Visse nel Permiano medio (Capitaniano, circa 265 - 260 milioni di anni fa) e i suoi resti fossili sono stati ritrovati in Sudafrica.

## Descrizione
Questo animale era simile a una lucertola e doveva raggiungere una lunghezza di circa 30 centimetri. Possedeva un corpo snello e una lunga coda, e il cranio aveva un aspetto triangolare se visto dall'alto. Come la maggior parte dei millerosauri, anche Broomia possedeva un cranio con un'apertura postorbitale (al contrario degli altri pararettili). I denti nella zona anteriore della mascella erano appuntiti e a forma di canini. Broomia era l'unico millerosauro a possedere creste longidutinali sul palato dotate di file multiple di denticoli e un "tappeto" di denticoli presente nella depressione tra queste creste; inoltre Broomia era dotato di un osso ulnare piuttosto allungato, e di un centrale e un intermedio parzialmente o totalmente fusi.

## Classificazione
Broomia perplexa è stato descritto per la prima volta da D. M. S. Watson nel 1914 sulla base di un fossile incompleto ritrovato nella Western Cape Province in Sudafrica; nel corso degli anni, Broomia è stato avvicinato a più riprese alla famiglia dei Millerettidae, un gruppo di rettili anapsidi di piccole dimensioni e dalla caratteristica apertura postorbitale. In un'analisi del 1981 Thommasen e Carroll ascrissero questo esemplare ai millerettidi, e l'ipotesi venne confermata nel 2008 con la scoperta di un nuovo esemplare di Broomia, questa volta proveniente dalla Eastern Cape Province in Sudafrica (Cisneros et al., 2008). Attualmente Broomia è considerato il più antico millerettide noto.